# Římskokatolická farnost Brodek u Konice
Římskokatolická farnost Brodek u Konice je územní společenství římských katolíků s farním kostelem sv. Petra a Pavla v děkanátu Konice.

## Dějiny farnosti
Farnost Brodek u Konice byla vyfařena roku 1784 z farnosti Konice.

## Území farnosti a sakrální stavby
Do farnosti přísluší následující obce s těmito sakrálními stavbami:
- Brodek u Konice
  - Farní farním kostel sv. Petra a Pavla
  - Kaple se zvonicí v místní části Lhota u Konice
  - Kaplička Panny Marie v místní části Lhota u Konice, v lukách směrem na Runářov
  - Kaple Sedmibolestné Panny Marie v místní části Dešná

## Duchovní správci
Od července 2011 je administrátorem excurrendo R. D. Mgr. Ondřej Horáček, DiS.

## Bohoslužby
| Kostel            | Místo           | Bohoslužba (den) | Hodina                         | Poznámka     |
| ----------------- | --------------- | ---------------- | ------------------------------ | ------------ |
| sv. Petra a Pavla | Brodek u Konice | neděle čtvrtek   | 9.30 17.15 (zima)/18.00 (léto) | farní kostel |